# Elysius agatha
Elysius agatha là một loài bướm đêm thuộc phân họ Arctiinae, họ Erebidae.